# 剣と魔法と学園モノ。3D
『剣と魔法と学園モノ。3D』（けんとまほうとがくえんモノ スリーディー、以下『3D』）は、2011年7月7日にアクワイアより発売された3DダンジョンRPG。同一ストーリーのPlayStation Portableソフト『剣と魔法と学園モノ。Final 〜新入生はお姫様!〜』（けんとまほうとがくえんモノ ファイナル しんにゅうせいはおひめさま、以下『PSP版』）についても述べる。
『剣と魔法と学園モノ。3』の1年後、モーディアル学園を舞台としている。『3』のキャラクターも登場する。ジャイロによるアラウンドビューや3D立体視といったニンテンドー3DSならではの新機能以外にも、操作性の向上が図られている。すれちがい通信に対応しており、すれちがったプレイヤーのパーティーとダンジョンで共闘することも出来る。

## 前作からの変更点
基本的には前作を踏襲しているが、変更点もある。以下、箇条書きで述べる。
- セレスティアのキャラメイクに堕天使バージョン(羽の部分が黒くなっている)が追加されている。
- ストーリーはモーディアル学園のみだが、制服は他の3学園の中から選べる(『PSP版』ではモーディアル学園独自のものもある 色はドラッケン学園の制服の色違い)。制服は学生寮で変えることもできる。
- ステータス補正や戦闘時に一定の確率でサポートするペットを飼うことができる。
- 効果の似たアイテムの整理・統合。
- 実験室は購買部と、保健室は学生寮と統合された。
- コマンド「錬金」において、アイテムを素材に分解する「分解」がなくなった。その他、「錬金」の簡潔化が行われている。
- 錬金術師はアイテムだけ錬金できるようになり、装備品の錬金はできなくなった。
- アイテムを保管する「倉庫」は4学園共通となった。そのため、保管したアイテムはどの学園でも引き出せる。
- 最初からサブ学科を選択できる。また、サブ学科は取得単位の半分となり[8]、サブ学科にもわずかに学科経験値が入る。
- 一部を除く、各学園の特化学科を最初から選択できる。

## 『3D』と『PSP版』の相違点
後発となる『PSP版』はストーリーやクエストの内容は同一だが、一部に仕様変更がある。以下に箇条書きで述べる。
- アラウンドビューはアナログパッド操作にのみ対応。
- ダンジョンの全体マップは任意で開く必要がある。
- すれちがい通信非対応のため、プレイヤーデータの交換はアドホック通信で行う。
- モーディアル学園の制服が追加。デザインはドラッケン学園の色違いで、男子は黒、女子はピンク。
- ストーリー前半に出現する敵の使用魔法が一部変更され、難易度がやや低下。
- 各学科のスキル習得単位の再調整。
- セーブデータを複数作成可能（『3D』では1つのみ）。
- メモリースティックにPSP版前3作のセーブデータがあると、ゲーム開始時に特典アイテムを入手可能。
- ダウンロードコンテンツとしてゲーム内アイテムを有料配信。販売されているアイテムはすべて敵のドロップやクエストの報酬などで入手可能であり、購入しなくても攻略に支障はない。
- 処理速度とユーザーインターフェースの一部改良。

## 学科
前作から引き続き登場する学科は剣と魔法と学園モノ。3#学科を参照。なお、今作では炎・風・土・水・光・闇術師、パティシエ、カンフー、折り紙士、予報士、セイント/ヴァルキリー、まにまにが削除されている。

### 基本学科
白魔術師
魔術系。精神力などの魔法を扱うステータスに優れる。
回復魔法と補助魔法を得意とする。攻撃魔法の習得数は少ないが、強力な光系魔法を使う。
黒魔術師
魔術系。知恵などの魔法を扱うステータスに優れる。
攻撃魔法を得意とする。補助魔法もわずかに習得する。
先生
万能系。知恵に優れるが、他のステータスも平均的なレベル。
クリア後の隠し学科。立場上、いろいろできるが突出したものはない。

### 特化学科
殿様/姫
戦士系の上級学科。力と精神に優れる。
モーディアル学園の特化学科。侍の魔法強化版だが、物理攻撃は弱体化している。
兄/姉
戦士系の上級学科。どのステータスも満遍なく上昇する。
プリシアナ学院の特化学科。弟/妹学科をよりオールマイティにした学科。
灰色魔術師
魔法系の上級学科。精神力などの魔法を扱うステータスに優れる。
ドラッケン学園の特化学科。白魔術師と黒魔術師の両方の魔法に加えて他の学科の攻撃・補助魔法も習得するが、魔法の威力そのものは白魔術師と黒魔術師に及ばない。

## 登場人物
前作にも登場するキャラクターは剣と魔法と学園モノ。3#学園と登場人物を参照。なお、前作のNPC生徒は全員1学年進級している。

### モーディアル学園
モミジ
ドワーフ。保健室の先生。わけ隔てなく優しい性格で、ソフィアールと並んで思慕される先生だが、食いしん坊。
ルドベキア
エルフ。魔術担当の先生。ナイスバディのお姉様。ソフィアールからは生徒たちを混乱させないようにと注意されている。
フォルティ
ノーム。戦士系学科の先生。本人は厳しい先生のつもりだが、賞味期限を1時間すぎたプリンで食中りを起こすような貧弱な体と生徒にも丁寧な口調で接することから全く怖がられていない。弟がドラッケン学園にいる。
カルテ
ノーム。図書委員の1年生。物静かな本の虫。ただ、読んでいる本の偏りのためか、ひどい空想癖の持ち主である。異世界のことにも詳しい。
クシナ
セレスティア。東方タカチホ大陸の姫であり、大陸間の交流の一環としてモーディアル学園に留学してきた1年生。留学は花嫁修業も兼ねているようだが、嫁入りの意味がよくわかっていない様子で、天然ボケした発言をすることもある。
タンポポ
ドワーフ。1年生。とても温厚で、誰とでも仲良くなれる。将来の夢はペットショップを開くこと。モミジの妹でもある。
クレーエ
ヒューマン。1年生。世界の海を駆け巡る正義の海賊になるのが夢なのだが、海賊になるには致命的な弱点がある。タカチホ義塾に親友がいる。
イヅナ
フェルパー。1年生。忍者の里を開き、そこの頭領になるのが夢。クールな忍者を心がけているのだが、大好物のシシャモを目にすると態度も口調も豹変する。
シスル
バハムーン。1年生。プリシアナ学院とのダブルスクールで、名物のツンデレ学科に所属しているが、ツンデレの決まり文句が出てこない、「デレ」がない、挙句にはドSと混同すると、学科の成果はよくない。

### ドラッケン学園
ザッハトルテ
ディアボロス。1年生。ノイツェシュタイン王家の転覆を図る「呪いの魔女」で、数百年生きているという噂もあるが、ゲシュタルト校長が学園への入学を許可する。各地で悪巧みを行うが、どこか抜けている。一見傲慢だが、本来の性格は寂しがりや。

### プリシアナ学院
アネモネ
ヒューマン。1年生。都会と最新の流行が大好きなプリシアナ体質であるが、時折なまりが混じった言葉遣いをすることも。

### タカチホ義塾
ウリョウ
ヒューマン。1年生。クレーエの親友で、彼と共に海に出ることを誓い合っている。東方タカチホ大陸を源流とする侍の家系出身で、家の使命も背負っている。